# Денман, Гертруда, баронесса Денман

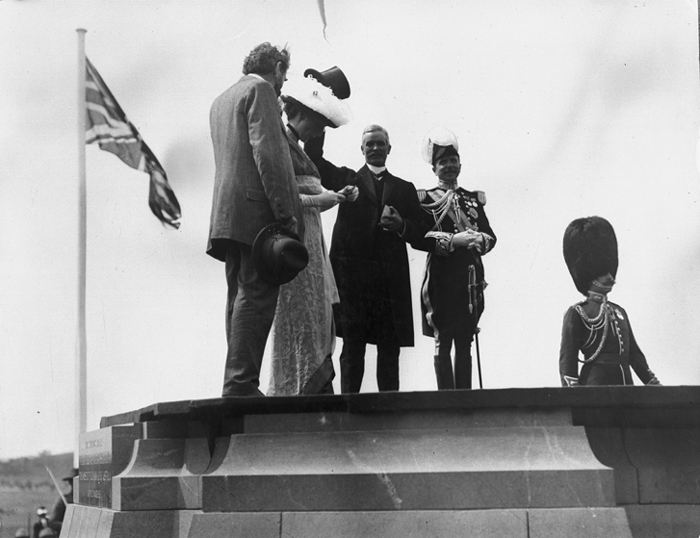
Леди Денман читает листок бумаги, на котором написано название столицы Австралии, на церемонии 12 марта 1913 года. До церемонии название держалось в строжайшем секрете. Затем она объявила имя — Канберра. Справа налево: министр внутренних дел Кинг О'Мэлли; премьер-министр Эндрю Фишер; Гертруда Денман и её муж, генерал-губернатор лорд Денман

Гертурда Мэри Денман, баронесса Денман (англ. Gertrude Mary Denman, Baroness Denman, 7 ноября 1884 — 2 июня 1954), в девичестве Пирсон (англ. Pearson) — британская активистка, борец за права женщин, участница движения за женское избирательное право в Великобритании, Дама Большого Креста. Жена 3-го барона Денмана, пятого генерал-губернатора Австралии. В 1913 году Гертруда Денман официально дала название столице Австралии Канберра.

## Ранняя жизнь
Была вторым ребёнком и единственной дочерью в семье Уитмана и Энни Пирсон (позже виконта и виконтессы Коурди). Её отец был успешным предпринимателем, который вначале занимался строительством, а позже разработкой нефтяных месторождений в Мексике, производством боеприпасов во время Первой мировой войны, строительством Сеннарской дамбы на Ниле, добычей угля и изданием газет. Уитман был членом либеральной партии и поддерживал свободную торговлю, Гомруль и женское избирательное право. Мать Труди, Энни Пирсон, была дочерью фермера из Брадфорда, Йоркшир. Энни была феминисткой, активным членом Женской либеральной федерации.
Незадолго до рождения Труди Пирсоны переехали в Лондон; в то время у них уже был двухлетний сын Гарольд. В 1887 и 1891 годах у Пирсонов родилось ещё два мальчика. Из-за того, что отцу по работе все время приходилось уезжать в разные концы Земли, дети редко видели своих родителей и их воспитанием занимались няни и гувернантки. В 1894 году, когда Гертруди было десять лет, её отец стал баронетом и купил современный особняк Пэддокхёрст в Суссексе.
Труди продолжила обучение в Лондоне, вначале в дневной школе, расположенной на Квинс-Гейт, а позже дома на Карлтон-Хаус-Террас. Братья же её учились за границей. В возрасте 16 лет она окончила своё обучение в институте благородных девиц в Дрездене.

## Смерть
Гертруда Денман умерла 2 июня 1954 года в возрасте 69 лет. Её муж умер спустя 22 дня 24 июня 1954 года.

## Наследие
В 1911 году в её честь был назван паром Леди Денман, использовавшийся в Сиднейской бухте до 1979 года. В настоящее время этот паром является одной из главных достопримечательностей в комплексе наследия Леди Денман, построенном в Хаскиссоне (Новый Южный Уэльс). Также в её честь были названы: Леди Денман Драйв — основная дорога, соединяющая Канберру и колледж Денмана, входящий в систему Национальной федерации женских институтов. В 2012 году в честь Леди Денман и Лорда Денмана был назван пригород Канберры Денман Проспект.